# Polypodiastrum argutum
Polypodiastrum argutum là một loài thực vật có mạch trong họ Polypodiaceae. Loài này được (Wall. ex Hook.) Ching miêu tả khoa học đầu tiên năm 1978.